# جون كامينغز (لاعب كرة قدم)
جون كامينغز (بالإنجليزية: John Cummings)‏ هو لاعب كرة قدم بريطاني في مركز الهجوم، ولد في 5 مايو 1944 في غرينوك في المملكة المتحدة. لعب مع بورت فايل ونادي آير يونايتد ونادي أبردين.